# Ushuaïa Eivissa Beach Hotel
Ushuaïa Eivissa Beach Hotel és una marca pertanyent al grup empresarial Palladium Hotel Group. La marca va ser fundada l'any 2011 després de la trobada d'Abel Matutes i Yann Pissenem. La marca compta amb 2 hotels: el primer es diu The Ushuaïa Club inaugurat l'any 2011 a l'illa d'Eivissa. El segon hotel anomenat The Ushuaïa Tower va obrir l'any següent. Tots dos hotels estan situats a platja d'en Bossa.
El club té capacitat per més de més de 4.000 persones i és un dels clubs més grans del món amb algunes de les habitacions de l'hotel orientades a la pista de ball. La discoteca sovint acull molts discjòqueis notables.
El juliol de 2019, el club va acollir Swedish House Mafia durant la seva gira «Save the World Reunion». La discoteca es deia anteriorment Hotel Fiesta Club fins que es va transformar en Ushuaïa.
Després del tancament de la discoteca Space Eivissa el 2016, Ushuaïa Entertainment va comprar el club i el va reobrir un any després amb el nom de Hï Ibiza. El local inclou un club i un teatre més tres zones a l'aire lliure. El 2018, Hï Ibiza va acollir el 20è aniversari dels DJ Awards.